# 8-أوكسو غوانين
8-أوكسو غوانين (8-هيدروكسي غوانين، 8-أوكسو-غوا) (بالإنجليزية: 8-Oxoguanine)‏ هو أحد أكثر تضررات قواعد الدنا انتشارا وينتج من أنواع الأكسجين التفاعلية، ويمكن أن يتسبب في ترابط خاطئ  مع الأدينين ينتج عنه استبدالات G بـT  وC بـ A في الجينوم. يتم تصحيحه لدى البشر أساسا بواسطة جليكوسيلاز الدنا OGG1، فيما يتعلق بالأيض التأكسدي.

8-أوكسو غوانين (مع) زوج قواعد هوغستين مع أدينين (ضد).
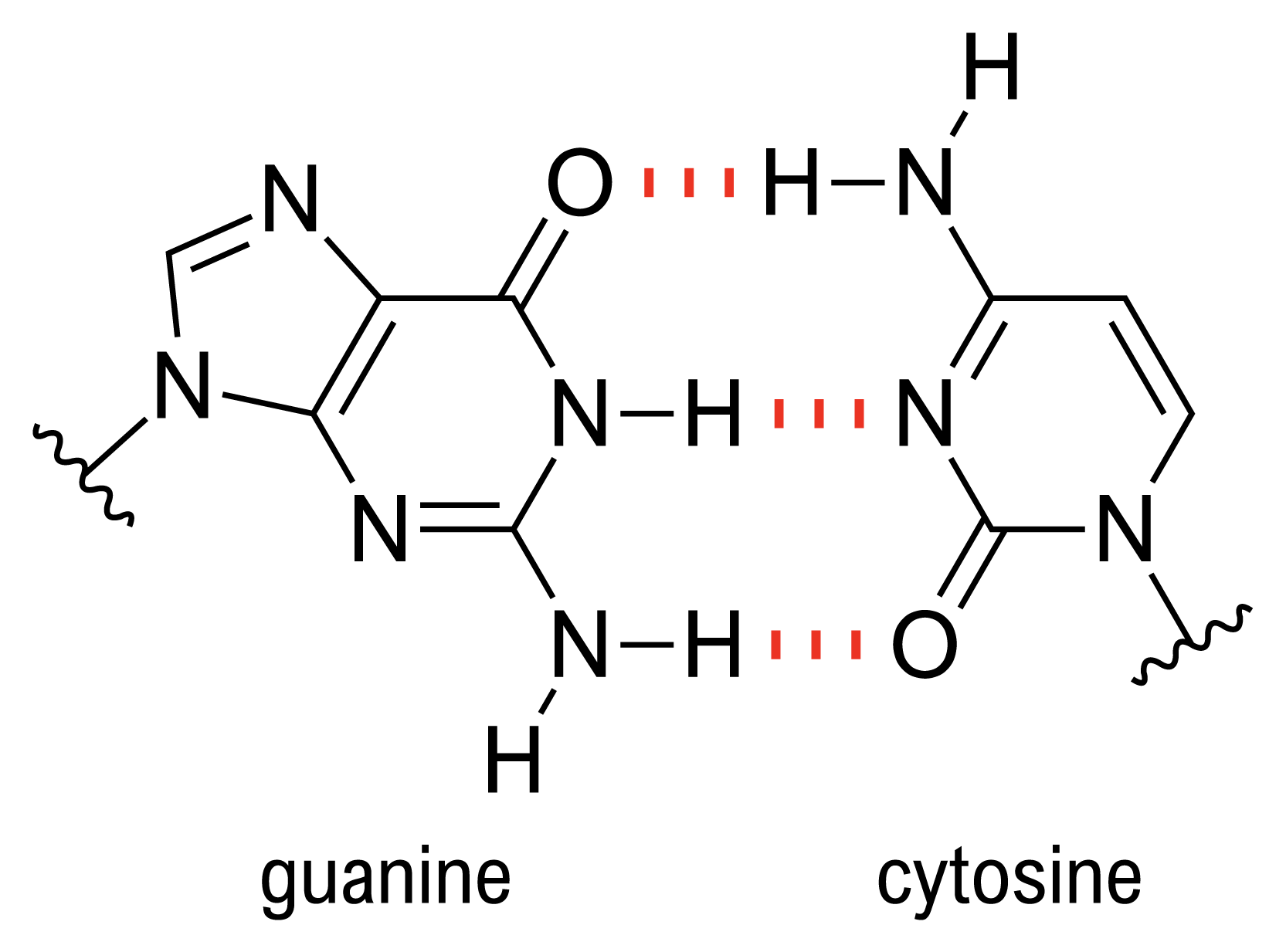
للمقارنة هذا زوج قاعدي معياري GC (غير مطفر) مع كلا القاعدتين في وضعية ضد بالنسبة للرابطة بين القاعدة والسكر.

## في سوائل الجسد
وُجد أن التركيز الزائد لـ8-أوكسو غوانين في سوائل الجسد مرتبط بخطر زائد للتطفير والتسرطن.
يجب توخي الحذر في فحص 8-أوكسو غوانين بسبب سهولة تأكسده اثناء الاستخلاص وإجراء الفحص.

## السرطان، الشيخوخة، العقم
هيئة الريبوسيد منقوص الأكسجين للـ8-أوكسو غوانين هي 8-أوكسو-2'-غوانوسين منقوص الأكسجين (المختصرة 8- أوكسو-دج أو  8-OHdG) ولها علاقة بالسرطان والشيخوخة، نفس الأمر ينطبق كذلك على 8-أوكسو غوانين، يُستخدم جليكوسيلاز أوكسو غوانين لإزالة  8-أوكسو غوانين من الدنا عبر آلية ترميم استئصال القاعدة. نقصُ وسوء التعبير عن هذا الإنزيم يسبب تراكم 8-أوكسو غوانين في الدنا، يقود هذا التراكم بعد تضاعف الدنا إلى طفرات يساهم بعضها في التسرطن. يتشكل 8-أوكسو غوانين عادة  بتآثرات أنواع الأكسجين التفاعلية (روس) مع قاعدة الغوانين في الدنا تحت شروط الإجهاد التأكسدي. الدور الممكن للإجهاد التأكسدي في الشيخوخة والعقم الذكري باستخدام 8-أوكسو غوانين مشروح في مقال أنواع الأكسجين التفاعلية.